# Jelena Zadorožná
Jelena Anatoljevna Zadorožná (rusky Елена Анатольевна Задорожная; * 3. prosince 1977, Ust-Kut, Irkutská oblast) je ruská atletka, běžkyně, jejíž specializací jsou střední tratě.

## Kariéra
V roce 2001 si doběhla na halovém MS v Lisabonu ve finále běhu na 3000 metrů v osobním rekordu 8:40,15 pro bronzovou medaili. Na světovém šampionátu 2001 v kanadském Edmontonu skončila v závodě na 5000 metrů na 6. místě. O rok později vybojovala bronz (3000 m) na halovém ME ve Vídni. Bronzovou medaili získala také na evropském šampionátu 2002 v Mnichově v běhu na 5000 metrů. Stříbro získala Irka Sonia O'Sullivanová a zlato Marta Domínguezová ze Španělska.
V roce 2003 na MS v atletice v Paříži zkoušela štěstí ve dvou disciplínách (1500 m, 5000 m). Na kratší vzdálenosti obsadila ve finále 8. místo a na pětce skončila v čase 14:52,36 těsně pod stupni vítězů, čtvrtá. Bronz vybojovala Edith Masaiová z Keni, která byla o šest setin rychlejší.
Na halovém MS 2004 v Budapešti skončila na 6. místě (1500 m). Na letních olympijských hrách 2004 v Athénách se v běhu na 5000 metrů umístila ve finále v čase 14:55,52 na 4. místě, jako nejlepší Evropanka. Na stupních vítězů stanuly Etiopanky Tirunéš Dibabaová a Meseret Defarová a Keňanka Isabella Ochichiová. Na Mistrovství světa v atletice 2005 v Helsinkách postoupila do finále steeplu, v němž obsadila 6. místo.

## Osobní rekordy
- 3000 m (hala) – 8:40,15 – 10. března 2001, Lisabon
- 1500 m (dráha) – 3:59,94 – 16. srpna 2002, Curych
- 3000 m (dráha) – 8:25,40 – 29. června 2001, Řím
- 5000 m (dráha) – 14:40,47 – 24. června 2001, Brémy